# Caifàs
Caifàs va ser, segons el Nou Testament, el Summe Sacerdot dels jueus en temps del Crist. Va presidir el tribunal suprem del Sanedrí per jutjar les afirmacions segons les quals Jesús es proclamava el Messies i havia ressuscitat una persona. Van decidir arrestar-lo i interrogar-lo a casa d'Annàs (sogre de Caifàs). El van considerar culpable però no tenien poder per condemnar-lo a mort, per això van recórrer als romans, que aleshores governaven Judea, i Jesús va acabar crucificat. Caifàs va ordenar als apòstols que no difonguessin els ensenyaments cristians, sota amenaça d'incitar judicis contra ells.
Es creu que va morir assassinat en una revolta. La seva suposada tomba va ser una de les trobades arqueològiques del 1990, ja que per primer cop es trobaven restes atribuïbles a un personatge bíblic.

## Relat de Josep
L'historiador jueu del segle primer Josep es considera la font literària més fiable per Caifàs. Les seves obres contenen informació sobre les dates de la tinença del suprem sacerdoci de Caifàs, juntament amb informes sobre altres grans sacerdots, i també ajuden a establir una descripció coherent de les responsabilitats de l'oficina dels summes sacerdots. Flavi Josep (Antiquitates Judaicae 18.33-35) relata que Caifàs va esdevenir gran sacerdot durant un període turbulent. També afirma que el procònsol Vitel·li el va deposar (Antiquitates Judaicae 18.95-97). El relat de Josep es basa en una font més antiga en la qual els titulars dels grans sacerdots s'ordenen cronològicament.

### Joan: relacions amb els romans
A l'Evangeli de Joan (Joan 11), els grans sacerdots criden a una reunió del Sanedrí en resposta a la resurrecció de Llàtzer. Després Caifàs i els grans sacerdots criden a una reunió del Sanedrí en resposta a la resurrecció de Llàtzer. Després Caifàs i els grans sacerdots estenen aquesta decisió d'incloure també el mateix Llàtzer (Joan 12:10). En paral·lel amb la reacció dels "cinc germans" a qualsevol resurrecció de Llàtzer en el relat (Lluc 16:28-30) ha donat lloc al suggeriment, per part d'Abbé Drioux i altres, que el "home ric" és en si mateix un atac a Caifàs, el seu padrastre, i els seus cinc germans consanguinis.